# Honniganahalli, Channapatna
Honniganahalli là một làng thuộc tehsil Channapatna, huyện Ramanagara, bang Karnataka, Ấn Độ.